# (4339) Almamater
(4339) Almamater ist ein Hauptgürtelasteroid, der am 20. Oktober 1985 von Antonín Mrkos vom Kleť-Observatorium aus entdeckt wurde.
Der Asteroid erhielt den Namen Almamater zu Ehren des 650-Jahre-Jubiläums der Karls-Universität Prag.